# Pagny-sur-Meuse
Pagny-sur-Meuse település Franciaországban, Meuse megyében. Lakosainak száma 1026 fő (2022. január 1.). Pagny-sur-Meuse Foug, Lay-Saint-Remy, Trondes, Ourches-sur-Meuse, Saint-Germain-sur-Meuse és Troussey községekkel határos.

## Népesség
A település népességének változása:
| Lakosok száma | 1010 | 732  | 841  | 961  | 1031 | 1028 | 1023 | 1016 | 1006 | 1026 |
|               | 1968 | 1982 | 1990 | 2006 | 2013 | 2015 | 2017 | 2019 | 2020 | 2022 |